# Bantam BRC
Der Bantam BRC ist ein US-amerikanischer Geländewagen von American Bantam, der während des Zweiten Weltkriegs entwickelt und ab 1940 gebaut wurde.

## Entwicklung

### Ausschreibung
Am 27. Mai 1940 genehmigte das US-amerikanische Technical Armament Committee die Spezifikationen für ein neues militärisches Fahrzeug. Hierbei wurde bestimmt, dass dieses einen Allradantrieb und eine einfache und offene Karosserie mit nahezu rechteckigem Umriss haben sollte. Weiterhin sollte das Fahrzeug drei Sitze haben, wobei die Rückbank eine Doppelsitzbank sein sollte. Des Weiteren waren ein Radstand von 80 Zoll (2030 mm), eine Spurweite von 47 Zoll (1190 mm) und ein Höchstgewicht von 590 kg vorgegeben.
Bereits Anfang Juli 1940 veröffentlichte das amerikanische Kriegsministerium, das Department of War, eine Ausschreibung, die angesichts eines drohenden Kriegseintritts ein Fahrzeug für Aufklärungs-, Verbindungs- und andere Aufgaben beschrieb. Es sollte als Vierteltonnen-Lkw mit einem 4×4-Antrieb klassifiziert werden. Die Ausschreibung für die Entwicklung des Prototyps war mit 175.000 US-Dollar bewertet. Aufgrund der strengen Anforderungen und einer sehr kurzen Frist von nur 49 Tagen bis zur Präsentation eines Prototyps sowie weiterer 75 Tage für den Bau einer ersten Kleinserie von 70 Fahrzeugen waren nur zwei der 135 US-amerikanischen Autohersteller an diesem Projekt interessiert: American Bantam und Willys-Overland. American Bantam war damals ein kleiner Autohersteller mit finanziellen Schwierigkeiten, sah aber die Ausschreibung als Chance.

### Entwicklung
Am 17. Juli 1940 erhielt Bantam die Spezifikationen und engagierte umgehend den unabhängigen Entwicklungsingenieur Karl Probst aus Detroit als Leitenden Entwickler für dieses Projekt. Noch auf dem Weg nach Butler (Pennsylvania) zum Bantam Werk bestellte er bei Spicer in Toledo (Ohio) Antriebsachsen und ein Verteilergetriebe mit zwei Ganguntersetzungen. Am 18. Juli traf Probst im Werk ein und am nächsten Tag legte er einen vorläufigen Entwurf vor. Am 22. Juli 1940 reichte Bantam ein Angebot ein und gewann damit am 5. August die Ausschreibung. Bantam entsprach bezüglich des Zeitplans mehr den Forderungen als Willys-Overland, die einen Prototyp erst nach 120 Tagen in Aussicht stellten. Bantam hingegen wollte den Prototyp bereits nach 49 Tagen vorführen können.
Der Zeitrahmen von 49 Tagen konnte gehalten werden und am 23. September 1940 präsentierte Bantam seinen Prototyp, der bereits auf eigener Achse die 275 km vom Werk zum Testzentrum in Camp Holabird zurücklegen konnte. Dort angekommen wurde das Fahrzeug in 30 Tagen Dauertests unterzogen. Dabei legte das Fahrzeug 5800 km zurück und hatte am Ende alle Tests erfolgreich bewältigt. Technische Probleme und Rahmenrisse konnten schnell repariert werden. Die anwesenden Vertreter des Militärs waren von der Geländegängigkeit des Fahrzeugs beeindruckt. Am 27. Oktober 1940 wurde der Bantam-Entwurf der Armored Weapons Commission in Fort Knox vorgestellt.

## Produktion

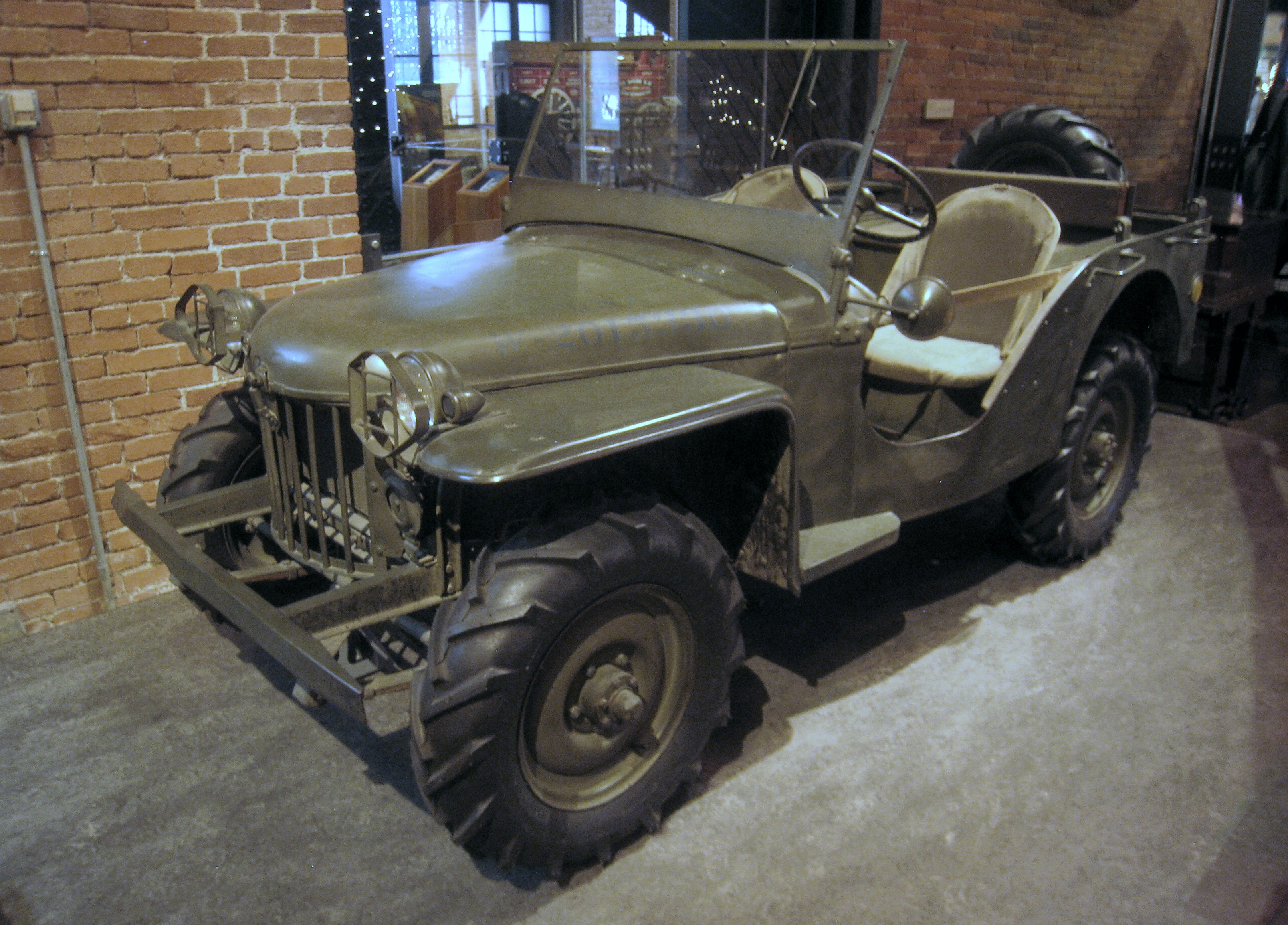
Das Vorserienmodell Bantam BRC-60

### BRC-60
Nachdem sich der Prototyp in allerlei Tests bewährt hatte, stellte Bantam 70 weitere Vorserienfahrzeuge her. Sie wurden als Bantam Model 60, Bantam Mk. II oder BRC-60 bezeichnet. BRC bedeutet hierbei Bantam Reconnaissance Car (deutsch: Bantam Aufklärungswagen). Der wichtigste äußere Unterschied zum Prototyp war der Ersatz der abgerundeten Kotflügel durch rechtwinklig abgekantete Bleche und breitere Einstiegsausschnitte an den Seiten. Wie der Prototyp hatten auch die Vorserienfahrzeuge eine sich verjüngende Motorhaube mit einem abgerundeten Kühlergrill. Die Scheinwerfer hatten aber Schutzbügel bekommen und waren teilweise in die Kotflügel eingelassen. Acht dieser Fahrzeuge wurden versuchsweise mit einer Allradlenkung ausgerüstet.

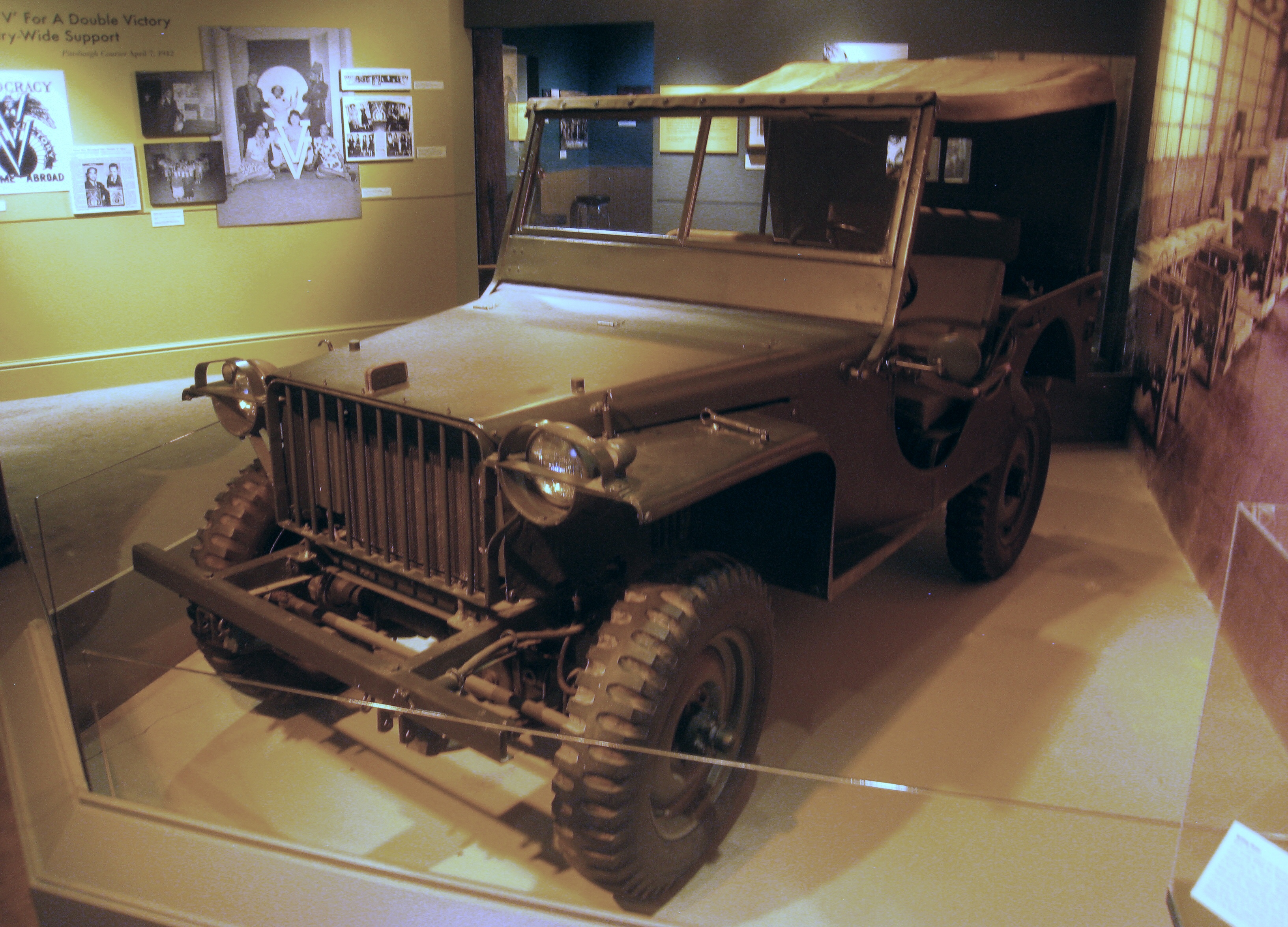
Das Serienmodell Bantam BRC-40

Noch vor der Auslieferung der Vorserienfahrzeuge erhielt Bantam von der US-Armee einen Auftrag über eine Serie von 1350 verbesserten Fahrzeugen. Darauf folgten weitere 72 Fahrzeuge, von denen 22 mit einer Allradlenkung ausgerüstet werden sollten.

### BRC-40
Die Serienfahrzeuge erhielten die Bezeichnung BRC-40. Bei ihnen änderte sich das Erscheinungsbild. Der größte Unterschied war die Motorhaube. Sie war nun flacher und breiter und wurde von der US-Armee bevorzugt. Der Kühlergrill ähnelte dem der parallel gebauten Fahrzeuge vom Typ Ford GP. Die Scheinwerfer blieben weiterhin an den Kotflügeln montiert, wurden aber teilweise darin versenkt. Die rechteckigen vorderen Kotflügel mit abgerundeten Ecken waren der Hauptunterschied zu den Ford-GP- und Willys-MB-Fahrzeugen. Der Kraftstofftank wurde vom Heck des Fahrzeuges unter den Fahrersitz verlegt. Die Windschutzscheibe wurde stabiler und war zweigeteilt. Der Preis des Fahrzeuges wurde von damals 1123 US-Dollar für die ersten 500 Fahrzeuge auf 938 US-Dollar reduziert.
In den USA waren die Fahrzeuge dieser Klasse generell nicht für den Kampfeinsatz vorgesehen. Dennoch konnte der BRC ein schweres Maschinengewehr vom Typ Browning M2 mit dem Kaliber .50 aufnehmen. Es wurde auf einer Säulenhalterung zwischen den Vordersitzen montiert.
Mit der Auswahl des Willys MB als Standard-Geländewagen der US-Armee erhielt Bantam keine weiteren Bestellungen für Fahrzeuge. Dafür sollte Bantam 10.000 Anhänger für Jeeps produzieren. Nur eine begrenzte Anzahl von Fahrzeugen wurde für ausländische Käufer hergestellt. 1001 Fahrzeuge vom Typ BRC-40 wurden 1941 im Auftrag Großbritanniens gebaut und weitere 150 im Jahr 1943. Insgesamt produzierte Bantam somit 2642 Fahrzeuge, ohne den Prototyp. Ein Fahrzeug wurde vom Taxiproduzenten Checker Motors Corporation in Kalamazoo montiert, die Produktion wurde aber nicht aufgenommen.

## Technische Beschreibung
Der Motor des Fahrzeugs war ein Vierzylinder-Ottomotor vom Typ Continental BY-4112 mit einem Hubraum von 1835 cm³ und 48 hp (36 kW) Die Achsen stammten vom Studebaker Champion, hatten jedoch Gelenke von Spicer. Das vorgegebene Gewicht stellte für die Konstrukteure ein Problem dar. Die Einhaltung erschien unmöglich, weshalb sie mit 841 kg planten. Der später fertiggestellte Prototyp wog 922 kg.

## Einsatz
Zum Einsatz kamen die Fahrzeuge bei der US-Armee und im Rahmen des Leih- und Pachtgesetzes auch bei der britischen und der Roten Armee. In der Sowjetunion wurden die Fahrzeuge das erste Mal bei der Schlacht um Moskau im Herbst 1941 eingesetzt. 531 Fahrzeuge vom Typ BRC-40 erhielt die Sowjetunion insgesamt; 500 Stück waren es bis Ende 1942. In der Sowjetunion wurde das Fahrzeug umgangssprachlich als Bantik bezeichnet. Einige dieser Fahrzeuge gelangten auch an die Polnische Volksarmee und an polnische Staatsinstitutionen. Durch den Einsatz in der Sowjetunion erbeutete die Wehrmacht einige dieser Fahrzeuge.